# Zarges
Zarges ist ein aluminiumverarbeitendes Unternehmen mit Sitz in Weilheim in Oberbayern. Die Gruppe gliedert sich in die vier Geschäftsbereiche Steigtechnik, Speziallösungen, Verpacken und Transportieren und Medical. Seit 2018 gehört Zarges über den US-amerikanischen Aluproduktehersteller WernerCo zum Private-Equity-Unternehmen Triton.

## Geschichte

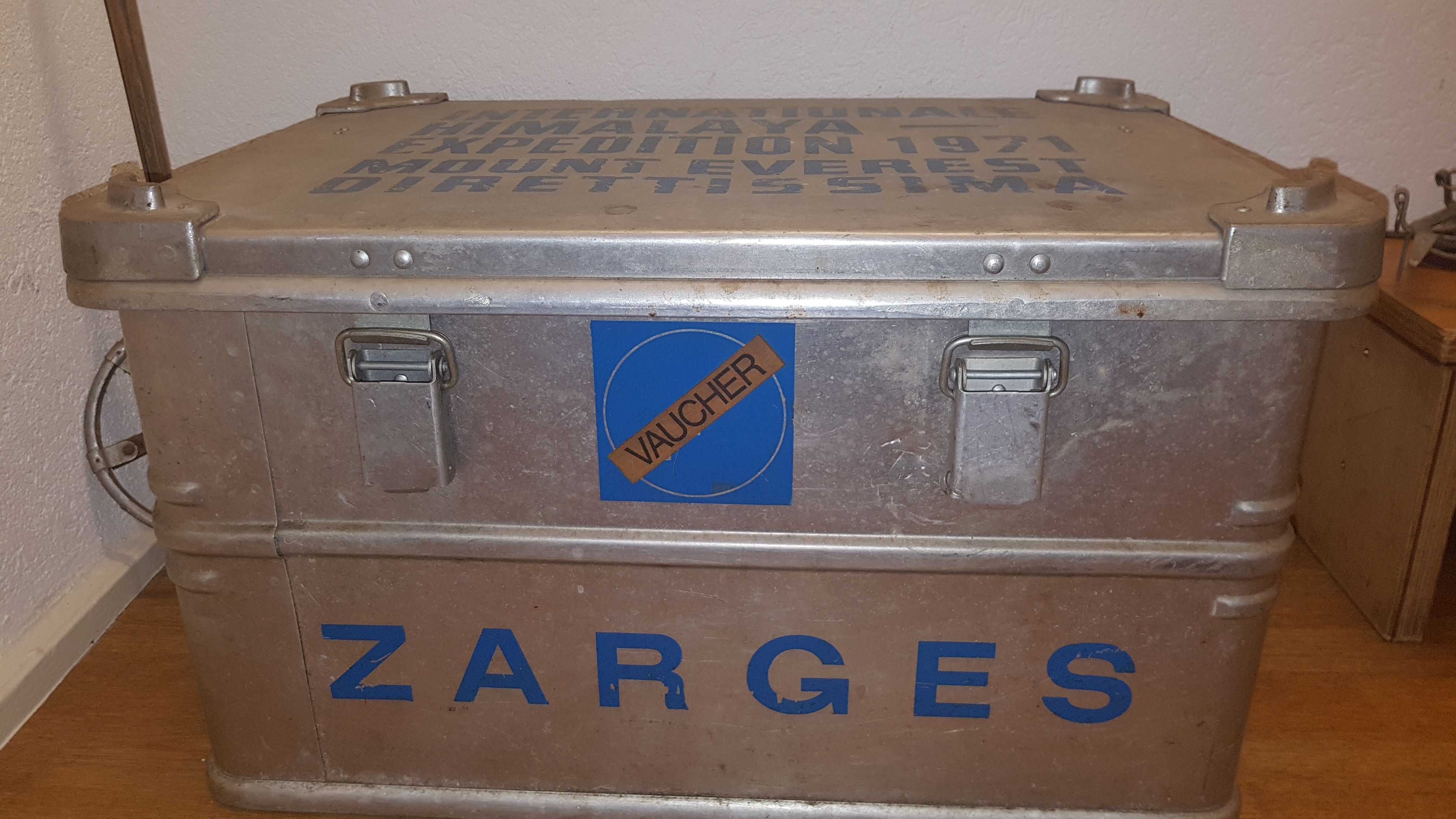
Zarges-Box von 1971

Im Jahr 1933 gründeten die Brüder Walther und Hellmuth Zarges in Stuttgart das erste Leichtmetallbau-Unternehmen Europas. 1938 begannen die Brüder  mit der Serienfertigung von Leitern aus Aluminium. Im Folgejahr zog die Firma aus Kapazitätsgründen nach Weilheim in Oberbayern um.
1951 erfolgte die Einführung der Zarges-Faltkiste. Für das steigende Transportvolumen von Gütern über die Bahn wurden stabile Verpackungen benötigt, die jedoch beim Rücktransport möglichst wenig Platz einnehmen sollten. Die Faltkiste konnte bis auf ein Drittel ihrer ursprünglichen Größe zusammengefaltet werden. Über eine Million solcher Kisten wurden an die Deutsche Bahn geliefert. Die Abmessungen der Faltkisten setzten sich als Standard durch und sind noch heute maßgebend für moderne Logistik.
Von 1955 bis 1965 wurde das Werk in Weilheim weiter ausgebaut und ein weiteres Werk in Peiting gebaut. Im Jahr 1966 meldete das Unternehmen die Metallrohrleiter zum Patent an. Darüber hinaus war das Unternehmen mit Antennen aus Leichtmetall am Aufbau des Richtfunknetzes beteiligt. In den 60er und 70er Jahren baute das Weilheimer Unternehmen außerdem Seilbahngondeln, die zum Teil noch heute im Alpenraum im Einsatz sind. Von 1973 bis 1996 wurde die Fertigung weiter ausgebaut und modernisiert, weitere Tochtergesellschaften wurden in Dänemark, England, Tschechien und Polen gegründet. Im Folgejahr erfolgte der Kauf der französischen Tubesca-Gruppe und die Gründung einer Tochtergesellschaft in Schweden, 1998 wurde der Leiterbereich der Kecskemét Aluminium AG gekauft, außerdem erfolgte ein Joint Venture mit MobilCoop, Ungarn, von 70 %. 1999 wurde die französische Comabi SNC gekauft. Die VAW und die Familie Zarges veräußerten im Jahr 2000 ihre Geschäftsanteile an die NIB Capital Private Equity N.V., später Taros Capital GmbH. 2002 erfolgte der Kauf des französischen Leiternherstellern Artrub. Im Folgejahr wurde die Tochtergesellschaft Zarges B.V. in Oisterwyk gegründet, welche für die Märkte in Belgien und den Niederlanden verantwortlich ist. Im Jahr 2004 wurden neue Produktlinien unter den Namen Z600/Z500 und Z300/Z200 eingeführt. Taros Capital GmbH verkaufte die Zarges Tubesca 2006 an Granville Baird Capital Partners in Hamburg.
Seit 2007 war Zarges Tubesca mit seinen beiden neuen Geschäftsbereichen für Aluminium-Systeme im Bereich der Windenergie und Luftfahrt tätig.
2016 wurde die Holding aufgelöst und Tubesca an das französische Familienunternehmen Frénéhard & Michaux verkauft, während die Zarges GmbH weiterhin im Kerngeschäft tätig ist.

## Geschäftsbereiche
Der Mutterkonzern der Zarges GmbH ist das US-amerikanische Unternehmen WernerCo, welches wiederum der deutsch-schwedischen Private-Equity-Gesellschaft Triton Partners gehört. Die Gruppe ist in wesentlichen Geschäftsbereichen Marktführer. Die Produktionsstätten von Zarges liegen in Weilheim und Dresden in Deutschland und in Kecskemét in Ungarn. Zusätzlich verfügt die Gruppe über Vertriebsstandorte in Österreich, der Tschechischen Republik, Dänemark, Finnland, Frankreich, Ungarn, Niederlande, Polen, Schweden, Schweiz, Großbritannien sowie in den USA. Über ein Händlernetzwerk ist die Gruppe weltweit in rund 35 Ländern vertreten.
Das Unternehmen gliedert sich in folgende Geschäftsbereiche:
- Steigtechnik: Leitern und Gerüsten für Industrie, Gewerbe, Handwerk sowie Haus und Garten.
- Logistikgeräte: Systemlösungen zum Verpacken, Transportieren, Lagern oder Organisieren.
- Speziallösungen für Industrie, Luftfahrt, Schiene und Nutzfahrzeuge
- Medical: Logistik-Produkte für die Medizin- und Pflegebranche